# 804 (číslo)
Osm set čtyři je přirozené číslo. Následuje po čísle osm set tři a předchází číslu osm set pět. Římskými číslicemi se zapisuje DCCCIV a řeckými číslicemi ωδ.

## Matematika
804 je:
- Abundantní číslo
- Složené číslo
- Nešťastné číslo

## Astronomie
- (804) Hispania je planetka hlavního pásu, kterou objevil v roce 1915 Josep Comas i Solà

## Roky
- 804
- 804 př. n. l.